# Pergalumna menglunensis
Pergalumna menglunensis är en kvalsterart som beskrevs av Aoki och Hu 1993. Pergalumna menglunensis ingår i släktet Pergalumna och familjen Galumnidae. Inga underarter finns listade i Catalogue of Life.